# Moulin Simard
Le Moulin Simard est un moulin à farine et à cardes, actionné par l'eau, situé à Saint-Hilarion. C'est l'un des derniers moulins à eau du Québec.

## Description
Le site, situé au bord d'une cascade qui l'alimente en eau pour le faire fonctionner, est composé de deux bâtiments accolés l'un à l'autre. L'édifice principal est un moulin à farine construit en 1845 par Moïse Tremblay. Il est recouvert de planches de bois horizontales sur l'une de ses façades. Des lucarnes ornées de poinçons criblent son toit à deux versants. Bâti en 1925, l'édifice annexe est un moulin spécialisé dans le cardage de laine. Tous les deux bien conservés, ces moulins rectangulaires, surélevés par des assises en béton et en pierres, révèlent les pratiques agricoles et les modes de vie de la région aux XIXe et XXe siècles. À ce jour, il ne reste que quelques exemples dans Charlevoix de ce type d'architecture.

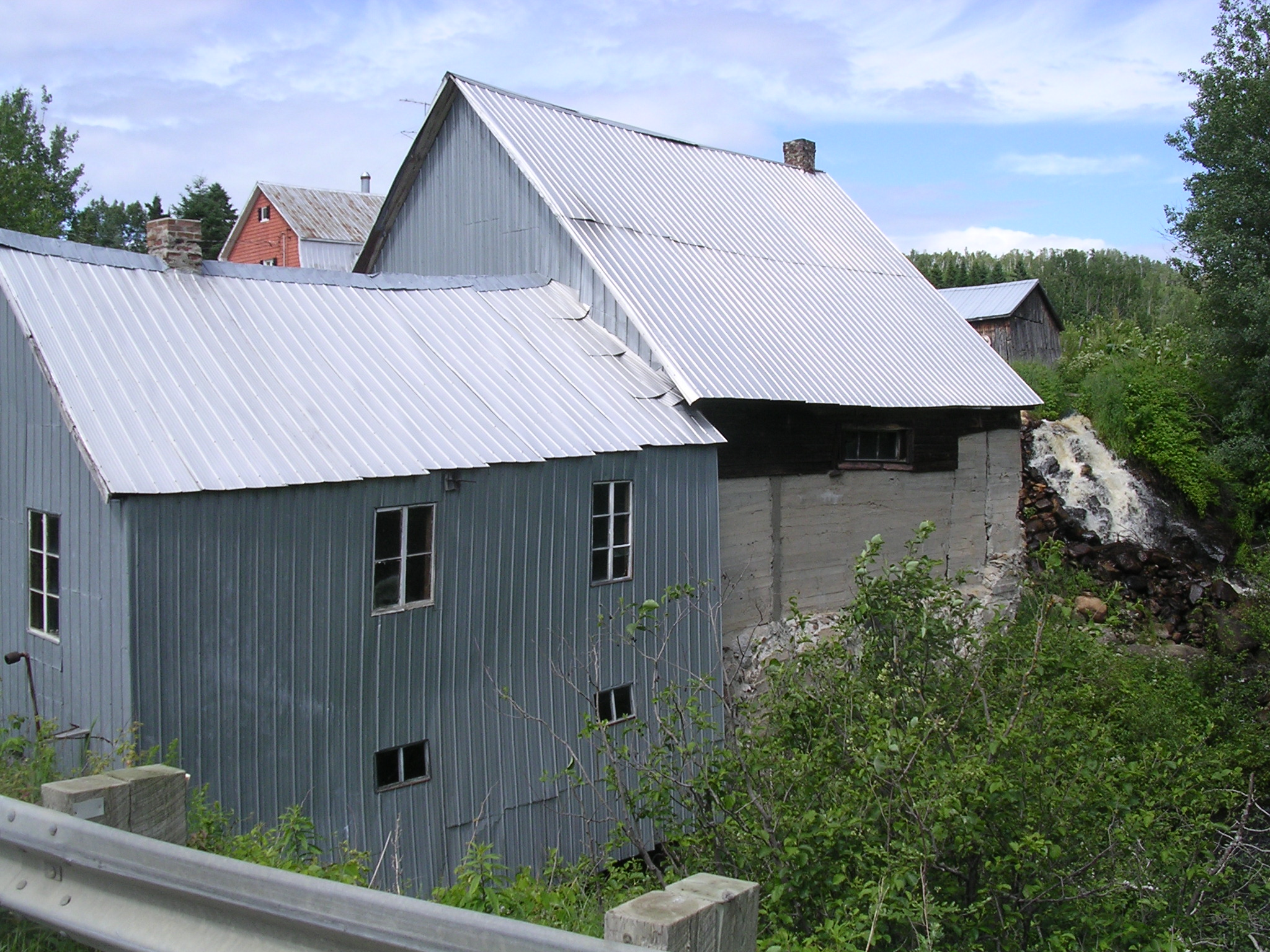
L'arrière du moulin à farine.
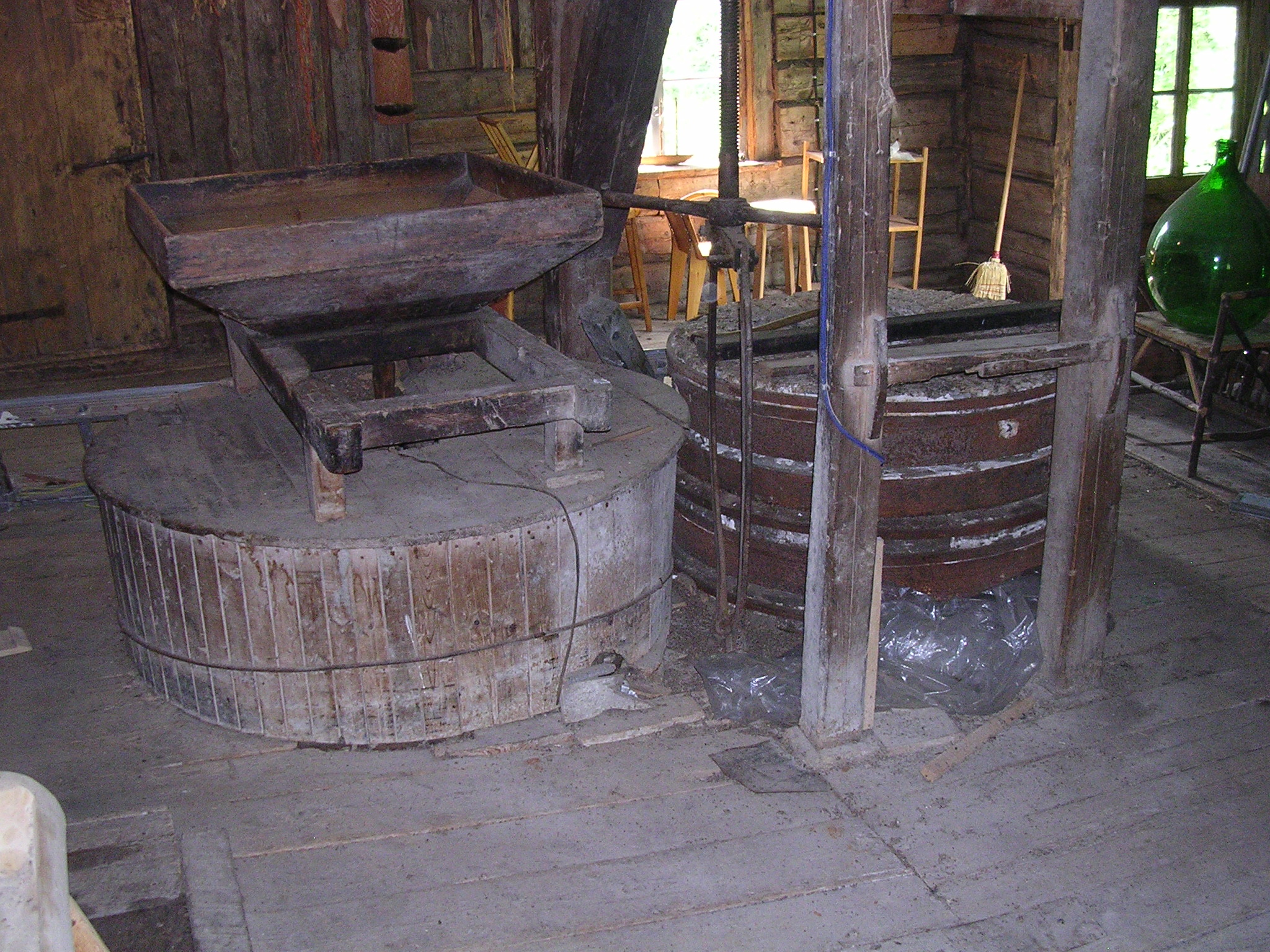
Les moulanges.
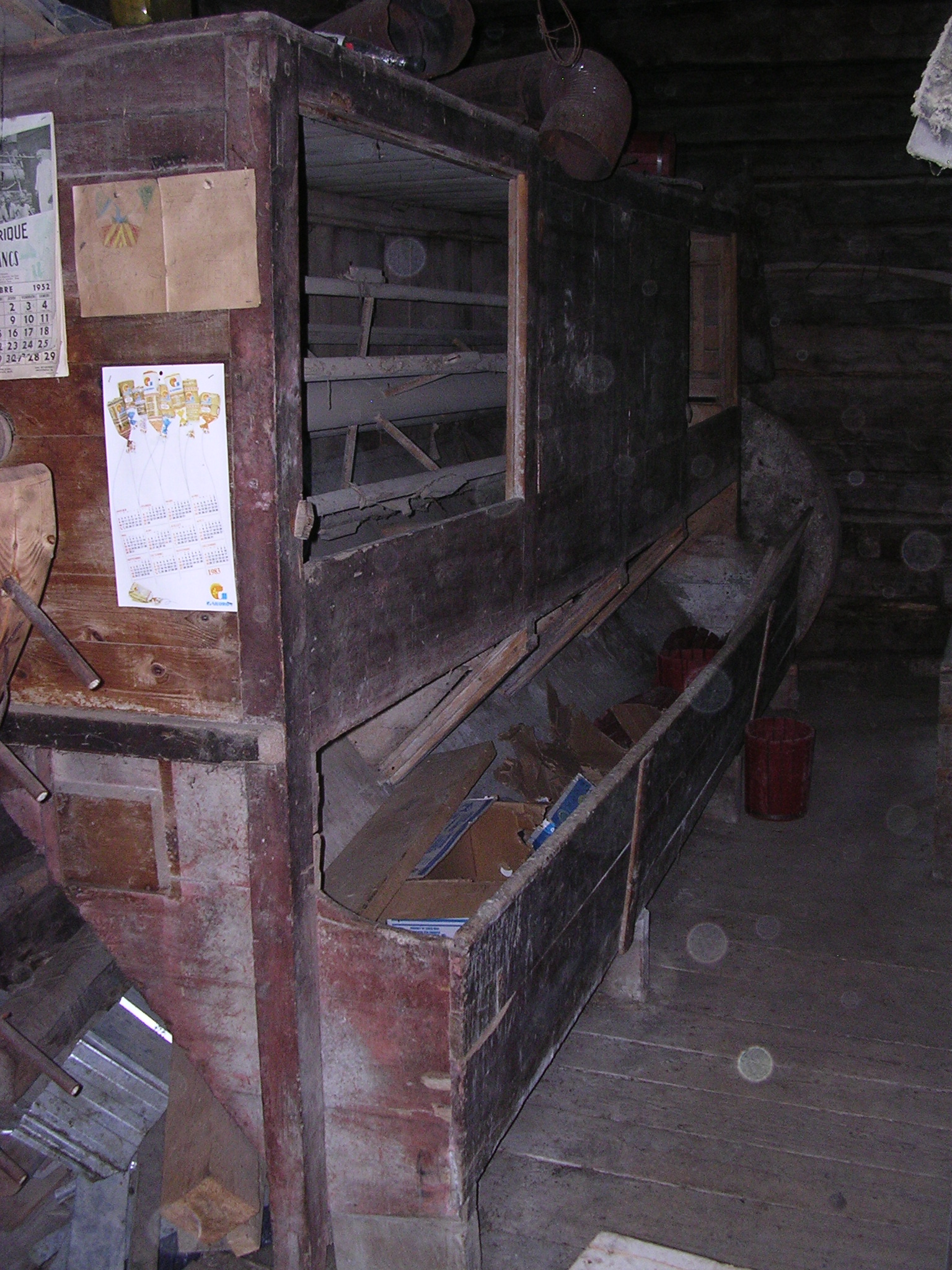
Le bluteau.
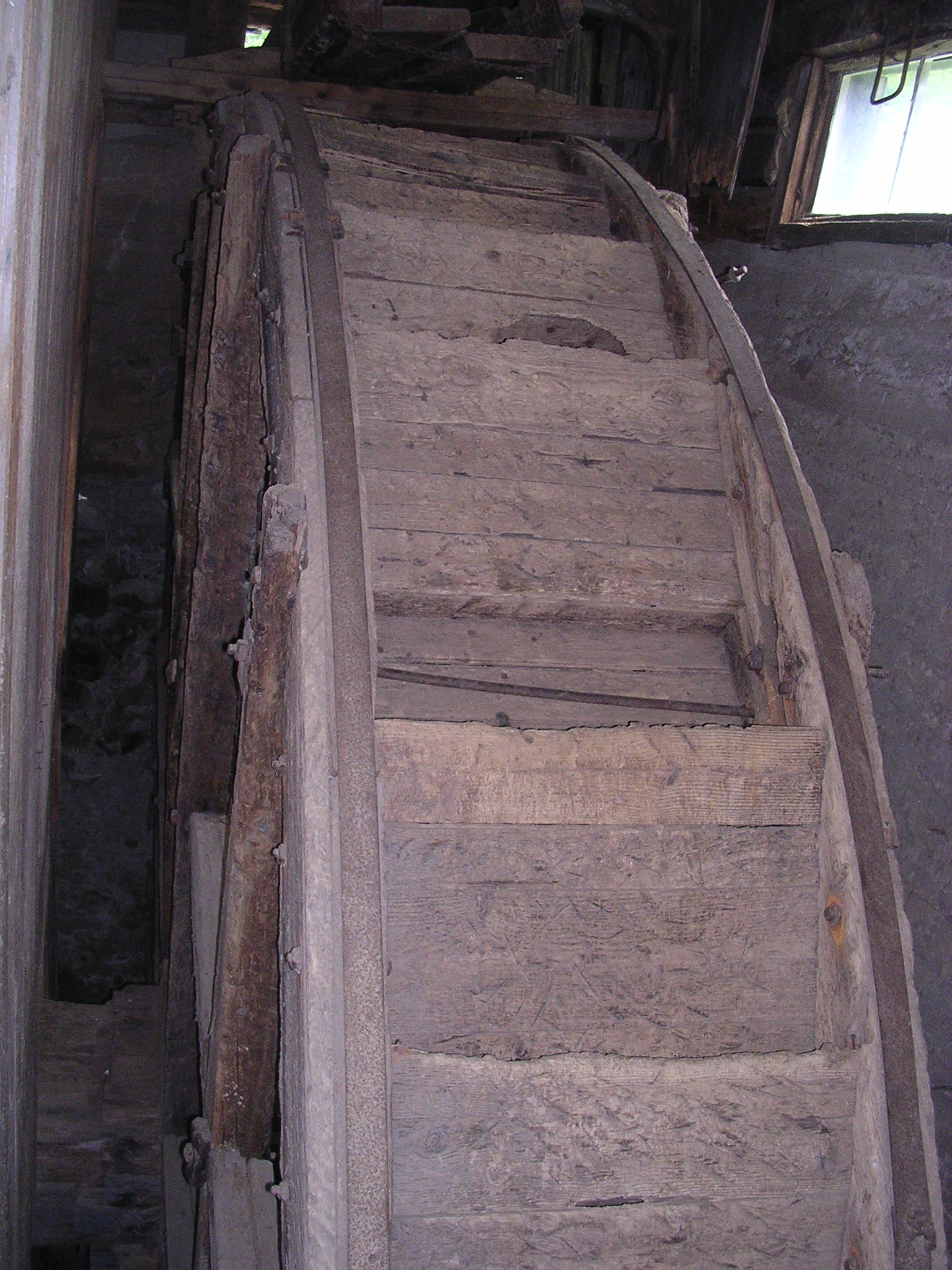
La grande roue à godets.
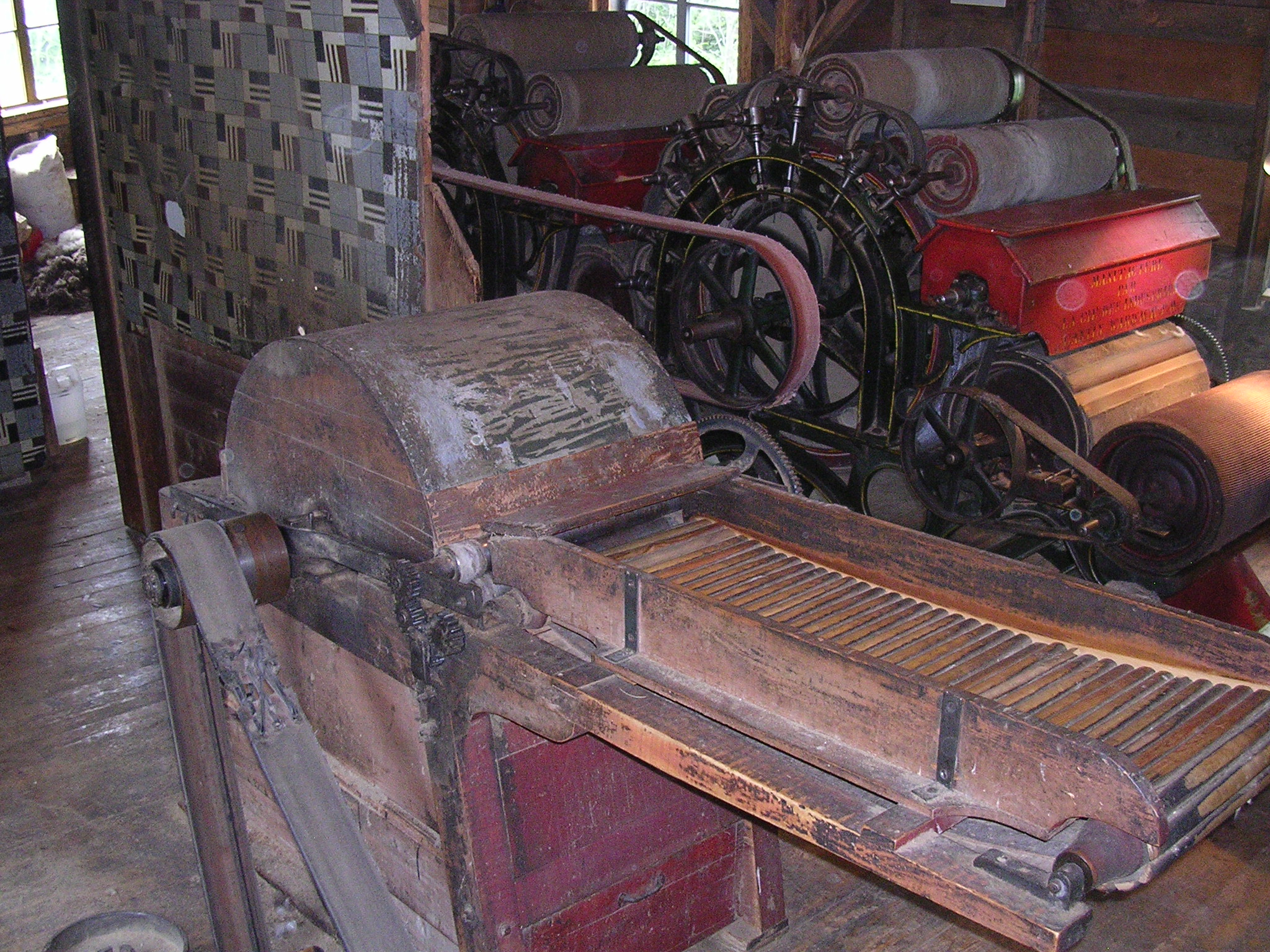
Le moulin à cardes annexé.
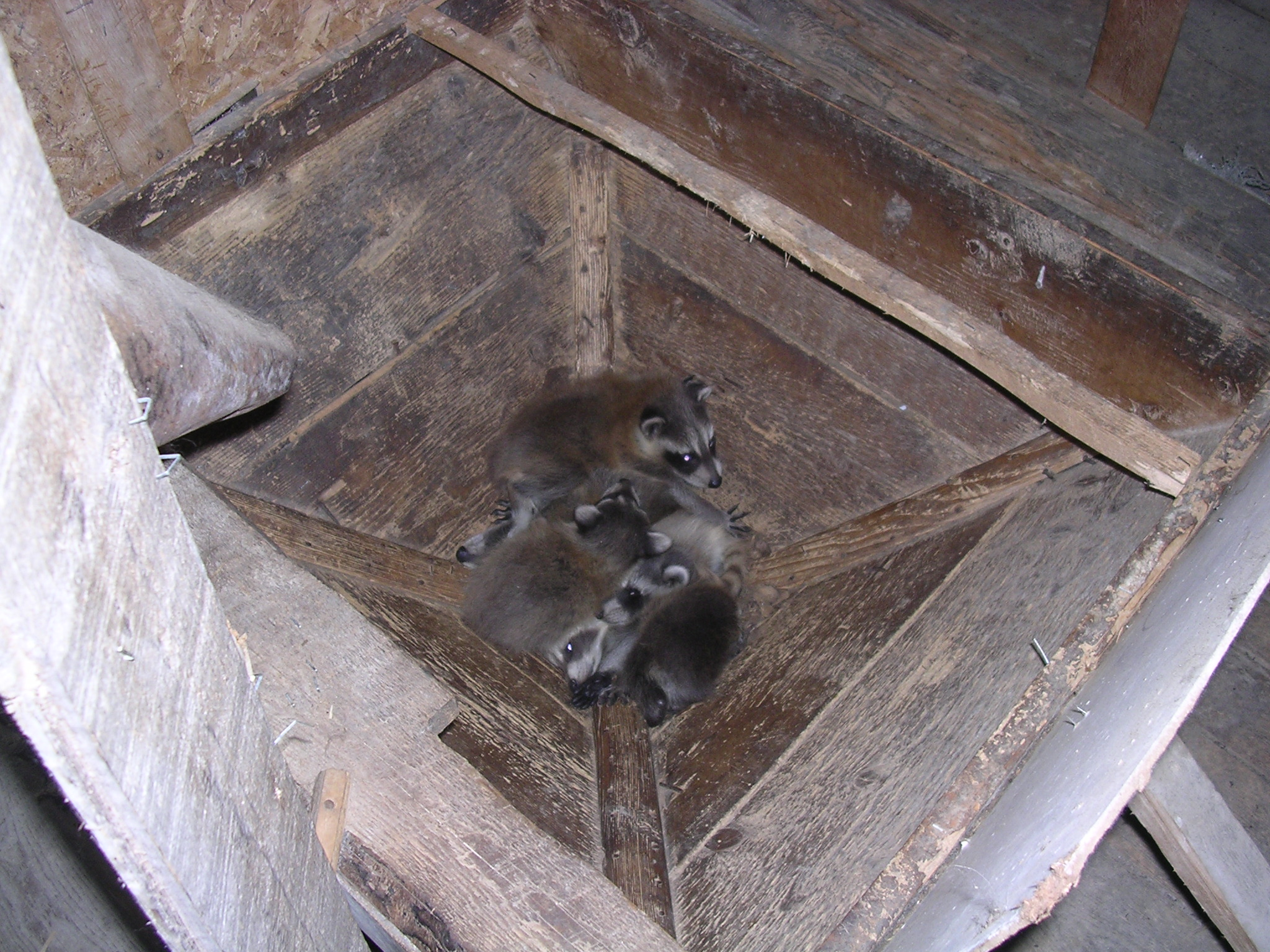
Une famille de ratons laveurs dans la trémie du grenier.